# Puchar świata w rugby union kobiet
Puchar świata w rugby (ang. Rugby World Cup) – międzynarodowy turniej rugby union organizowany przez World Rugby dla kobiecych reprezentacji narodowych. Pierwsze mistrzostwa odbyły się w 1991 roku w Walii i uczestniczyło w nich dwanaście drużyn narodowych. Rozgrywki odbywają się regularnie co cztery lata. Najwięcej tytułów mistrzowskich zdobyła reprezentacja Nowej Zelandii.

## Wyniki
| Rok                                | Organizator   | T |           | Finał             | Finał     | Finał             |       | Mecz o 3 miejsce | Mecz o 3 miejsce | Mecz o 3 miejsce  |  | Uwagi     |
| Rok                                | Organizator   | T | Zwycięzca | Wynik             | Finalista | III miejsce       | Wynik | IV miejsce       |                  |                   |  | Uwagi     |
| Puchar świata w rugby union kobiet |               |   |           |                   |           |                   |       |                  |                  |                   |  |           |
| 1991                               | Walia         | 1 |           | Stany Zjednoczone | 19–6      | Anglia            |       | Francja          | Wspólnie trzecie | Nowa Zelandia     |  | 12 drużyn |
| 1994                               | Szkocja       | 1 |           | Anglia            | 38:23     | Stany Zjednoczone |       | Francja          | 27:0             | Walia             |  | 12 drużyn |
| 1998                               | Holandia      | 1 |           | Nowa Zelandia     | 44:12     | Stany Zjednoczone |       | Anglia           | 31:15            | Kanada            |  | 16 drużyn |
| 2002                               | Hiszpania     | 2 |           | Nowa Zelandia     | 19:9      | Anglia            |       | Francja          | 41:7             | Kanada            |  | 16 drużyn |
| 2006                               | Kanada        | 3 |           | Nowa Zelandia     | 25:17     | Anglia            |       | Francja          | 17:8             | Kanada            |  | 12 drużyn |
| 2010                               | Anglia        | 4 |           | Nowa Zelandia     | 13:10     | Anglia            |       | Australia        | 22:8             | Francja           |  | 12 drużyn |
| 2014                               | Francja       | 2 |           | Anglia            | 21:9      | Kanada            |       | Francja          | 25:18            | Irlandia          |  | 12 drużyn |
| 2017                               | Irlandia      | 5 |           | Nowa Zelandia     | 41:32     | Anglia            |       | Francja          | 31:23            | Stany Zjednoczone |  | 12 drużyn |
| 2021                               | Nowa Zelandia | 6 |           | Nowa Zelandia     | 34:31     | Anglia            |       | Francja          | 36:0             | Kanada            |  | 12 drużyn |
| 2025                               | Anglia        |   |           |                   |           |                   |       |                  |                  |                   |  | 16 drużyn |

## Klasyfikacja medalowa
W dotychczasowej historii Pucharu świata na podium oficjalnie stawało w sumie 6 drużyn. Liderem klasyfikacji jest Nowa Zelandia, która zdobyła złote medale mistrzostw 6 razy.
| Lp. | Reprezentacja     | Miejsca na podium | Miejsca na podium | Miejsca na podium | Zwycięskie sezony |   |   |                                    |
| --- | ----------------- | ----------------- | ----------------- | ----------------- | ----------------- | - | - | ---------------------------------- |
| Lp. | Reprezentacja     | 1.                | Nowa Zelandia     | 6                 | Zwycięskie sezony | 0 | 1 | 1998, 2002, 2006, 2010, 2017, 2021 |
| 2.  | Anglia            | 2                 | 6                 | 1                 | 1994, 2014        |   |   |                                    |
| 3.  | Stany Zjednoczone | 1                 | 2                 | 0                 | 1991              |   |   |                                    |
| 4.  | Kanada            | 0                 | 1                 | 0                 |                   |   |   |                                    |
| 5.  | Francja           | 0                 | 0                 | 7                 |                   |   |   |                                    |
| 6.  | Australia         | 0                 | 0                 | 1                 |                   |   |   |                                    |